# 5412 Rou
5412 Rou este un asteroid din centura principală de asteroizi.

## Descriere
5412 Rou este un asteroid din centura principală de asteroizi. A fost descoperit pe 25 septembrie 1973 la Observatorul de Astrofizică din Crimeea de Liudmila Juravliova. El prezintă o orbită caracterizată de o semiaxă mare de 2,44 ua, o excentricitate de 0,19 și o înclinație de 2,4° în raport cu ecliptica.